# Lípa neviny
Lípa neviny (též zvaná Lípa nevinnosti či Lípa v Buchlově) je památný strom, který roste na 3. nádvoří hradu Buchlov. Proslavila ji především pověst, podle které byla zasazena kořeny vzhůru na důkaz neviny. Uváděl ji již Vincenc Brandl roku 1863.

## Základní údaje
- název: Lípa neviny[1], Lípa nevinnosti[3], Lípa v Buchlově[4]
- věk: 444 let (aktuálně, podle pověsti)

## Stav stromu a údržba
Lípa roste z trávníku pod terasou, takže ze samotné terasy s kamenným stolem je možné hledět přímo do koruny stromu. Z kořenů stromu vyrůstá velké množství výmladků.

## Historie a pověsti
Podle pověsti lípu zasadil korunou do země na smrt odsouzený mladík jako důkaz své neviny:
| „                | Na tarase před branou do nitra hradu vedoucí je čtverhranný kámen, na němž loveckým právem odsouzení posledního občerstvení požívali. Kámen tento jest zastíněn košatou lipou, kterou prý jakýsi mladík Vlček, k smrti nevinně odsouzený, s kořeny vzhůru na skalnaté zdejší půdě zasadil, by soud o nevinnosti své přesvědčil, tvrdě, že lípa se ujme, což prý skutečně se stalo a mladíku život zachránilo. Netřeba podotknouti, že jest to tak zvaná lípa františkánská, ježto na Moravě častěji se nalézá. | “ |
| — Vincenc Brandl | |   |

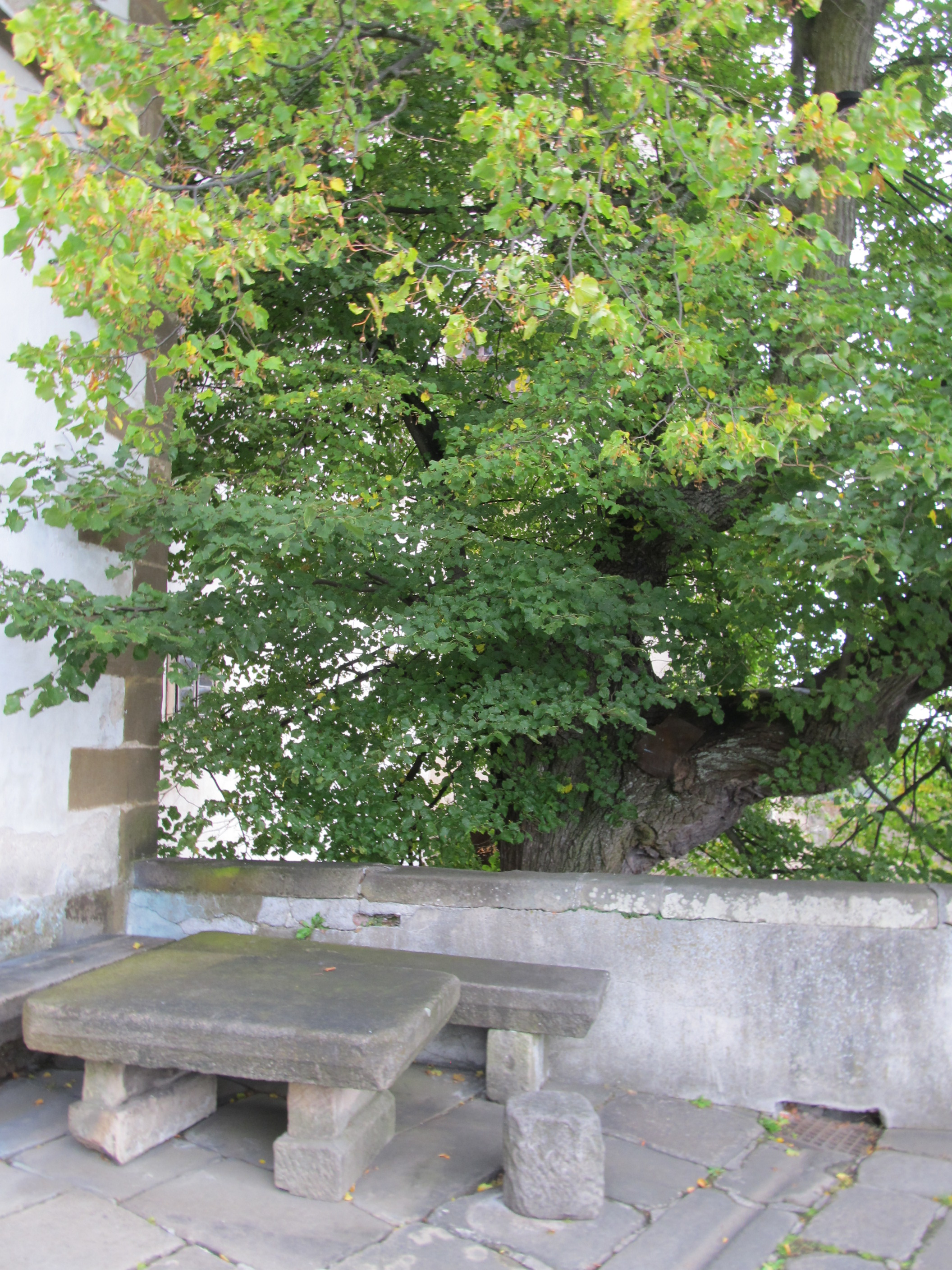

Podrobnější verzi pověsti uváděl podle dobového Průvodce po Buchlově (strany 10 a 30) Jan Evangelista Chadt-Ševětínský:
| „                                  | Jindřich ze Zastřízl byl vášnivým lovcem zvěře. Když jednou potuloval se po lese velehradském, přepadl jej velehradský myslivec Václav Pekař, jenž chtěl pana Jindřicha zabíti. Týž ale silnějším jsa Pekaře, vyrval mu zbraň z ruky a přinutil jej k útěku. Zbrojnoš páně Jindřichův jménem Vlček, jenž poslán byl za Pekařem, aby ho polapil, avšak nedohonil ho, upadl v podezření, že byl s Pekařem tajně srozuměn. Byl také ihned zatčen a pochopy na hrad Buchlov přiveden. Jelikož však před loveckým právem nechtěl se k činu svému přiznati, byl odevzdán katovi, jenž měl přiznání mučením na něm vynutiti. Ubohý zbrojnoš byl natažen na skřipec a nemoha hrozných muk vydržeti, doznal vinu svou, avšak jakmile byl se skřipce sňat, ihned zase své vyznání odvolal. Při tom ovšem odsouzen byl k smrti. Ježto však stále ještě vinu svoji popíral a nevinu svoji dokázati chtěl, bylo mu popřáno sluchu a dovoleno, aby na důkaz neviny své zasadil na místě popravním mladý stromek lipový kořenem vzhůru. Ujme-li se lipka, zapustí-li kořeny a zazelená-li se, bude to důkazem, že jest nevinen. Mladá lipka skutečně se zazelenala a po roce a dni byl propuštěn Vlček na svobodu. Košatá lípa dosud jest ozdobou nádvoří a terasu hradního. | “ |
| — Jan Evangelista Chadt-Ševětínský | |   |

Jindřich Prakšický ze Zástřizl se ujal panství na Buchlově počátkem roku 1581, následující rok v létě byl zavražděn, což časově situuje příběh do roku 1581.

## Další zajímavosti
Památná lípa se objevila na několika dobových pohlednicích, zachytil ji i akademický malíř Jaroslav Turek, prostor dostala i v pořadu České televize Paměť stromů, konkrétně v dílu č. 10, Stromy u hradů a zámků.

## Památné a významné stromy v okolí

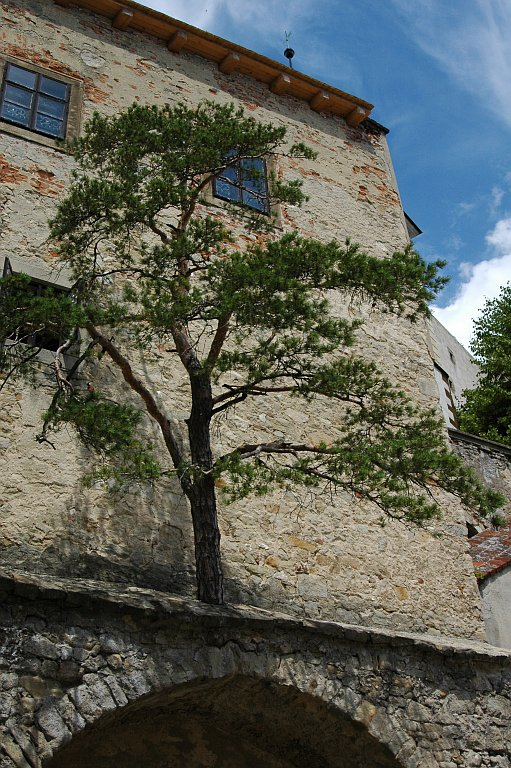
Borovička na Buchlově

- Dub pod Buchlovem
- Buchlovický park
- Sekvojovec v Chabaních

### Borovička na Buchlově
Přímo ze zdiva na druhém nádvoří hradu Buchlov vyrůstá borovička. Není vyhlášena památným stromem, ale zaujala řadu umělců včetně akademického malíře Jaroslava Turka, spisovatelky Marie Hruškové nebo fotografa Čapku. Borovička je patrná již na fotografiích ze 40. let 20. století, přičemž za posledních 50 let se její koruna spíše zmenšuje.